# جسر سد الذهب (جسر سريرا)
جسر سد الذهب (جسر سريرا) ( بالإسبانية : Puente de la Presa del Oro ) هو جسر أبيض أحادي معلق بالكابل في مدينة الفنون والعلوم في فالنسيا ، إسبانيا ، صممه المهندس المعماري و المدني سانتياغو كالاترافا واكتمل في ديسمبر 2008. اسم (l'Assut de l'Or ) هو أسم باللغة البالسية لسد الذهب وتشير إلى السد الذي كان موجودًا في مكان قريب ،و أطلق عليه كالاترافا اسم جسر سريرا .

## التصميم
يعبر الجسر حدائق توريا في جنوب شرق فالنسيا بإسبانيا بالقرب من الطرف الشرقي لمجمع مدينة الفنون والعلوم . تصميمه هو شكل مختلف من تصميم سانتياغو كالاترافا عام 1992 لجسر كابولي مثبت بالكابلات في إشبيلية ، إسبانيا. الجسر ينحني للخلف ويثبت في الخلف بالأثقال الخرسانية ف.ويظهر التأثير الجمالي للجسر من خلال الصرح المنحني والكابلات المتوازية البالغ عددها 29 التي تدعم سطح الجسر ، والتي يتم تمييزها ليلاً عن طريق الإضاءة الموضعية للكابلات .
يحوي سطح الجسر مسارين للسيارات ، لكل مسار ثلاث ممرات للسيارات وممر إضافي أخر لخط ترام ، ومسار لحركة مرور المشاة والدراجات على طول الجسر.

## صالة عرض

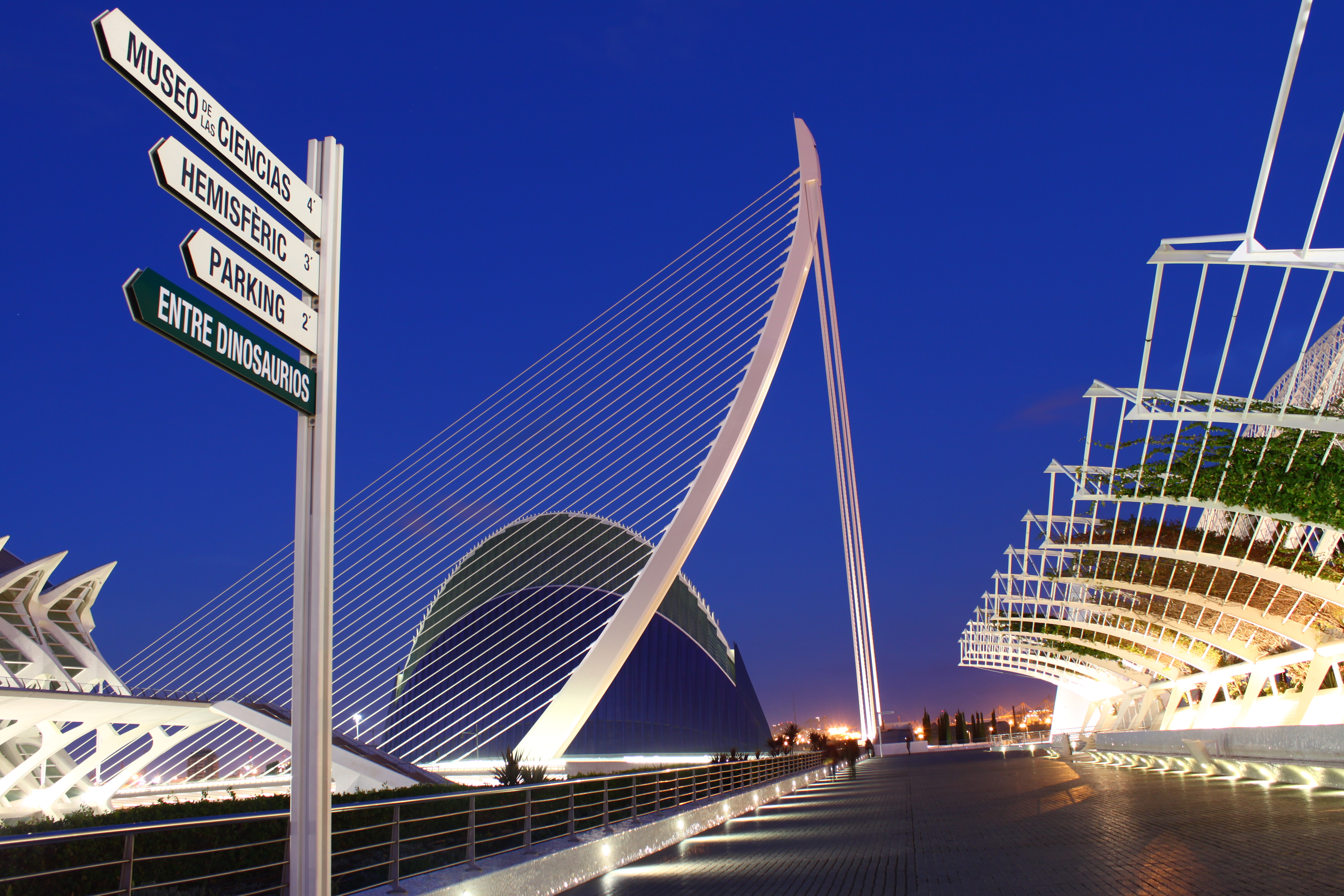
جسر سد الذهب في الليل
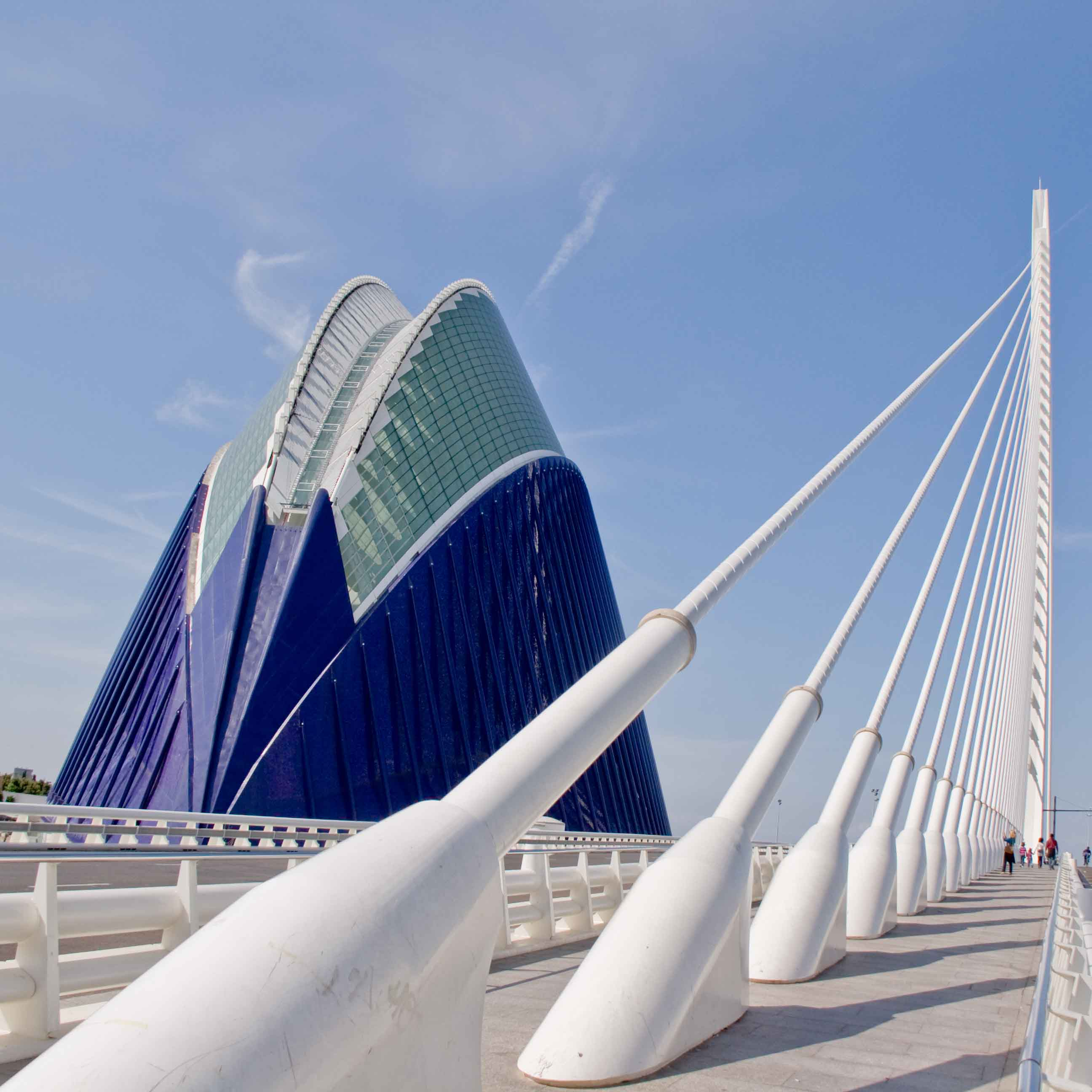
الكابلات الداعمة
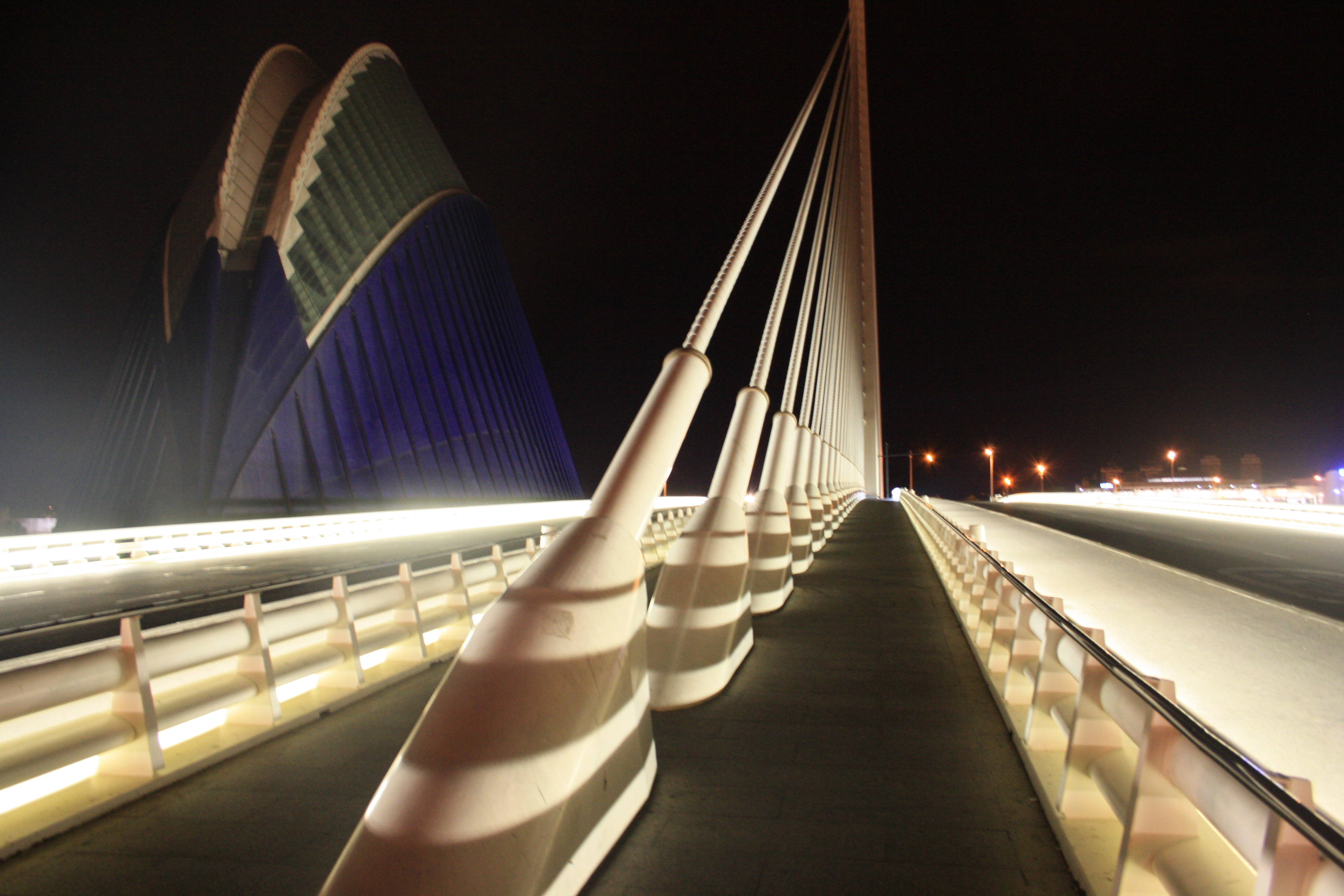
شكل الكابل الأمامي في الليل
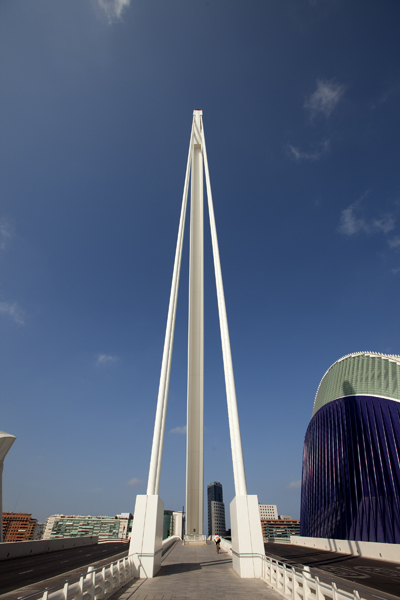
دعائم الجسر

## روابط خارجية
- جسر سد الذهب r (جسر سريرا) ، فالنسيا ، إسبانيا (2009) ، Luis Viñuela y José Martínez Salcedo